# Ministero della difesa
Il Ministero della difesa è un dicastero del governo italiano. È preposto alle forze armate italiane e all'amministrazione civile della difesa quale massima istituzione gerarchica e disciplinare in ambito militare.
L'attuale ministro è Guido Crosetto, in carica dal 22 ottobre 2022.

Bandiera distintiva del Ministero della difesa, istituita con decreto ministeriale del 23 aprile 2002.

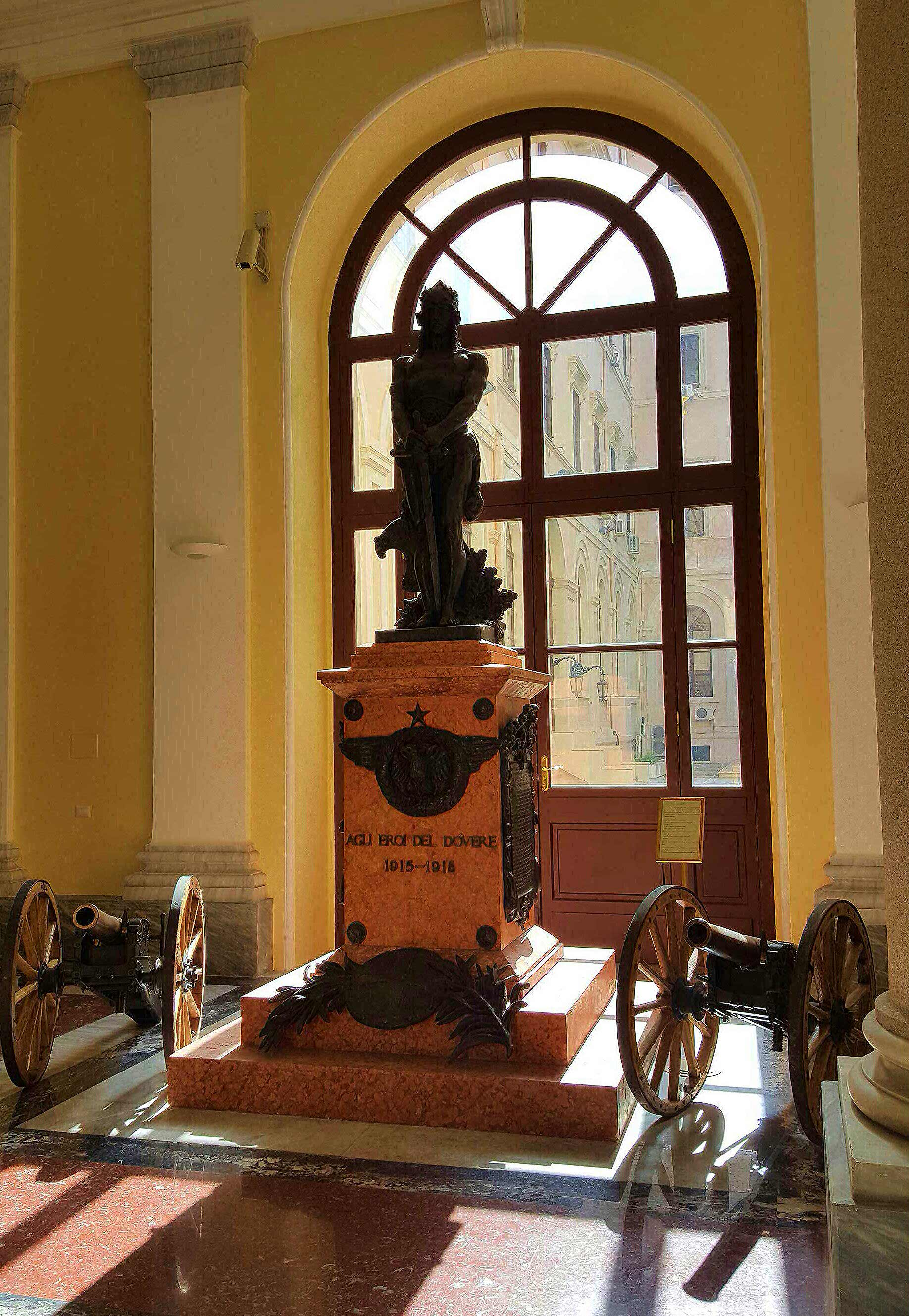
Monumento ai caduti della prima guerra mondiale presso il Palazzo Esercito del Ministero della difesa.

## Storia
L'antesignano del Ministero della difesa è il ministero di guerra e marina nel Regno di Sardegna, fino a quando nel 1850 fu diviso nel Ministero della guerra, competente per il Regio Esercito, perdendo le competenze sulla Marina, che divenne Ministero nel 1860. 
Con l'unità d'Italia nel 1861, nel governo Cavour IV furono confermati i ministeri della Guerra e della Marina, similmente alle altre compagini governative europee e non solo. Il 30 agosto 1925 il governo Mussolini istituì il terzo dicastero militare: il Ministero dell'aeronautica, completando la creazione dei ministeri che sovrintendevano alle forze armate italiane. Il Ministero dell'aeronautica venne retto quasi ininterrottamente dallo stesso Mussolini dalla creazione alla caduta del fascismo nel 1943, tranne nel periodo dal 1929 al 1933, durante il quale venne guidato da Italo Balbo. Durante la RSI fu creato il Ministero della Difesa nazionale.
Il decreto del Capo provvisorio dello Stato 4 febbraio 1947, n. 17, emanato durante il governo De Gasperi III, stabilì la riunione in un unico Ministero della difesa dei precedenti Ministeri della guerra, della marina militare e dell'aeronautica che, con propri ordinamenti e in modo autonomo, avevano fino ad allora presieduto ai compiti organizzativi della difesa militare dello stato. 
I provvedimenti che hanno poi completato l'effettiva unificazione del Ministero della difesa sono stati la Legge 18 dicembre 1962, n. 1862, in materia di "Delega al Governo per il riordinamento del Ministero della Difesa e degli Stati maggiori e per la revisione delle leggi sul reclutamento e della circoscrizione dei tribunali militari territoriali", e la Legge 2 ottobre 1964, n. 1058, in materia di "Rinnovo della delega al Governo per l'emanazione di norme relative al riordinamento del Ministero della difesa e degli Stati maggiori, e delega per il riordinamento delle carriere e delle categorie e per la revisione degli organici del personale civile", con cui tale delega fu rinnovata ed estesa al personale civile per adeguare i ruoli alle esigenze derivanti dall'organizzazione degli uffici dei servizi centrali e periferici, nonché degli stabilimenti e arsenali militari.

## Compiti e funzioni
Svolge le funzioni preposte alla difesa e alla sicurezza militare dello Stato: in qualità di massima istituzione disciplinare militare amministra la politica militare italiana.

## Il ministro
Il ministro ha il compito di sovrintendere al coordinamento della difesa italiana. Egli è incaricato di riferire al parlamento le implicazioni militari d'Italia, la ripartizione di spesa militare, lo stato di attuazione dei programmi difensivi nazionali.
Per l'art. 87 della Costituzione il comandante in capo delle forze armate è il Presidente della Repubblica che presiede anche il Consiglio supremo di difesa, organo de facto consultivo, incarico da considerarsi non puramente onorifico, laddove il ministro della difesa è invece mero componente, mentre l'indirizzo politico sulla difesa spetta al governo. Il ministro propone al Consiglio dei ministri per l'approvazione le nomine dei vertici delle forze armate italiane.
Il ministro della difesa, in relazione ai magistrati militari e al Consiglio della magistratura militare, ha le medesime funzioni del ministro della giustizia in seno al Consiglio superiore della magistratura.
Infine, il ministro è anche "cancelliere" e "tesoriere" dell'Ordine militare d'Italia.

## Organizzazione del Ministero
Il Ministero della difesa è stato riorganizzato con il Decreto del presidente della Repubblica 2 agosto 2009, n. 145, relativo al "Regolamento recante riorganizzazione del Ministero della difesa", in uffici di diretta collaborazione del ministro, in 6 reparti e in 9 direzioni generali per l'area tecnico-amministrativa e in Comandi per l'area tecnico-operativa. 

### Segretario generale
Il segretario generale della difesa, da cui dipendono il Segretariato generale della difesa e le 9 direzioni generali, è il vertice amministrativo del Ministero. 
Il segretario generale risponde direttamente al ministro della difesa per le competenze amministrative e al capo di stato maggiore della difesa per quelle tecnico-operative. Le responsabilità principali del Segretariato generale della difesa riguardano l'attuazione delle direttive impartite dal ministro in materia di alta amministrazione, il funzionamento dell'area tecnico-amministrativa della difesa, la promozione e il coordinamento della ricerca tecnologica collegata ai materiali d'armamento, l'approvvigionamento dei mezzi, materiali e sistemi d'arma per le forze armate, il supporto all'industria italiana della difesa, e gli offset diretti e indiretti.
La carica venne istituita nel 1965, varie volte modificata nel tempo. Durante gli anni novanta, con la legge n. 25 del 1997, relativa alla "riforma dei vertici della difesa", venne resa più agile, efficiente e adeguata alle nuove esigenze.
Direttore nazionale degli armamenti
Inoltre è anche direttore nazionale degli armamenti, da cui dipende la Direzione nazionale degli armamenti.
Vice segretari generali
È coadiuvato da due vicesegretari generali:
- vice segretario generale/Vice DNA, se militare è di forza armata diversa dal segretario generale, alle cui dipendenze operano:
  - il III Reparto “Politica Industriale e Relazioni Internazionali”,
  - il IV Reparto “Coordinamento dei Programmi d'Armamento”
  - il V Reparto “Innovazione Tecnologica”.
- un vice segretario generale, da cui dipendono:
  - il I Reparto “Personale”,
  - il II Reparto “Coordinamento Amministrativo”
  - il VI Reparto “Contenzioso e Affari Legali”

### La struttura
La struttura del Segretariato generale, delle direzioni generali e degli uffici centrali del Ministero della difesa è disciplinata dal decreto ministeriale del 16 gennaio 2013, emanato in attuazione dell'articolo 113, comma 4, del predetto D.P.R.
Uffici di diretta collaborazione del ministro
- la Segreteria del ministro;
- l'Ufficio di gabinetto del ministro;
- l'Ufficio legislativo del ministro;
- l'Ufficio per la politica militare del ministro;
- l'Ufficio del consigliere diplomatico del ministro;
- il Servizio di controllo interno del Ministero della difesa;
- il Servizio di pubblica informazione del ministro;
- il portavoce del ministro;
- il consigliere giuridico del ministro;
- il consigliere politico del ministro.

Sono inoltre nell'organico del ministero le Segreterie dei sottosegretari di Stato.

#### Area tecnico-amministrativa
L'area tecnico-amministrativa è organizzata in 4 direzioni generali e 5 direzioni tecniche: 
- Direzione generale per il personale militare (sigla telegrafica PERSOMIL);
- Direzione generale per il personale civile (PERSOCIV);
- Direzione generale della previdenza militare, della leva e del collocamento al lavoro dei volontari congedati (PREVIMIL);
- Direzione generale di commissariato e di servizi generali (COMMISERVIZI);
- Direzione degli armamenti terrestri (TERRARM);
- Direzione degli armamenti navali (NAVARM);
- Direzione degli armamenti aeronautici e per l'aeronavigabilità (DAAA-ARMAEREO);
- Direzione delle telecomunicazioni dell'informatica e delle tecnologie avanzate (TELEDIFE);
- Direzione dei lavori e del demanio (GENIODIFE);

L'area dipende direttamente dal Segretario generale e Direttore nazionale degli armamenti.
Il Segretariato
Il Segretariato Generale della Difesa e Direzione Nazionale degli Armamenti è il massimo organismo tecnico-amministrativo della Difesa. Si avvale di due uffici di staff: 
- Ufficio Generale del Segretario Generale
- Ufficio Generale Centro di Responsabilità Amministrativa

#### Area tecnico-operativa
La struttura operativo-militare del ministero è così organizzata:
- Stato maggiore della difesa (SMD);
- Comando operativo di vertice interforze (COVI);
- Istituto alti studi per la difesa (IASD);
- Comando interforze per le operazioni delle forze speciali (COFS) ;
- Enti militari interforze, ovvero la Scuola telecomunicazioni delle forze armate, la Scuola interforze per la Difesa NBC (cioè nucleare biologica chimica) e la Scuola di aerocooperazione.

Lo Stato maggiore della difesa dipende direttamente dal ministro, con al vertice il capo di stato maggiore della difesa, il quale ha alle sue dipendenze i capi di Stato maggiore di forza armata e, limitatamente alle attribuzioni tecnico-operative, il Segretario generale della difesa. Il Capo di Stato maggiore è responsabile della pianificazione, della predisposizione e dell'impiego delle forze armate italiane nel loro complesso, e per tali attività dispone di uno stato maggiore e si avvale di un Comando operativo di vertice interforze (COI).

#### Organi consultivi e personale
Gli organi consultivi e di supporto del ministro della difesa sono i seguenti:
- l'Ufficio centrale del bilancio e degli affari finanziari (BILANDIFE), che si occupa dell'ambito finanziario;
- l'Ufficio centrale per le ispezioni amministrative (ISPEDIFE), che riguarda gli ispettori del ministero;
- il Commissariato generale per le onoranze ai caduti in guerra (ONORCADUTI), che si occupa delle onoranze funebri ai caduti in guerra, al recupero e tumulazione delle salme, alla ricerca dei dispersi, alla gestione dei sacrari militari e dei sepolcreti di guerra; si articola territorialmente su sette direzioni:
  - Direzione sacrario militare di Asiago (Trentino-Alto Adige e Veneto occidentale)
  - Direzione sacrario militare di Cima Grappa (Veneto orientale)
  - Direzione sacrario militare di Redipuglia (Friuli Venezia Giulia e oltrecortina)
  - Direzione sacrario militare di Roma-Fosse Ardeatine
  - Direzione sacrario militare di Mignano-Montelungo
  - Direzione sacrario militare di Bari (Italia meridionale)
  - Direzione sacrario militare di El Alamein
- l'Ordinariato militare in Italia, che si occupa dell'assistenza spirituale nelle forze armate: la chiesa principale dell'arcidiocesi è la chiesa di Santa Caterina da Siena a Magnanapoli, a Roma, accanto alla quale è collocata la curia dell'ordinariato; arcivescovo ordinario militare è, dal 10 ottobre 2013, S.E.R. mons. Santo Marcianò.

## Capo di stato maggiore della difesa
Il capo di stato maggiore della difesa è nominato con D.P.R., su deliberazione del Consiglio dei ministri, e richiesta del ministro. Deve essere un ufficiale dell'esercito, della marina o dell'aeronautica, col grado di generale di corpo d'armata, ammiraglio di squadra o generale di squadra aerea in servizio permanente. Egli dipende direttamente dal ministro della difesa, di cui è anche l'alto consigliere tecnico-militare e al quale risponde dell'attuazione delle direttive ricevute. Attualmente il capo di stato maggiore della difesa è il generale Luciano Portolano.
Dal CSMD dipendono gerarchicamente i capi di Stato maggiore di forza armata, riuniti in comitato dei capi di stato maggiore. Il capo di stato maggiore fa parte, in qualità di membro di diritto, del Consiglio supremo di difesa e in caso di assenza, impedimento o vacanza della carica, è sostituito dal più anziano in carica tra i capi di stato maggiore di forza armata.

## Presidente del Centro alti studi per la difesa
Il presidente del CASD, Centro alti studi per la difesa, è il responsabile dell'ambito dello studio di livello elevato nel campo delle sicurezza e della difesa, nonché della formazione dei relativi dirigenti. La presidenza si avvale di uno Stato maggiore per il supporto generale e il coordinamento delle attività di interesse comune delle tre componenti autonome: l'Istituto alti studi per la difesa (IASD), l'Istituto superiore di stato maggiore interforze (ISSMI) e il Centro militare di studi strategici (CeMiSS).
Egli dipende direttamente dal Capo di stato maggiore della difesa ed è assistito, per l'esercizio delle sue funzioni, da un consiglio direttivo da lui stesso presieduto, composto dai direttori coadiutori militari e civili dello IASD, dal Direttore dell'ISSMI, dal Direttore del CeMiSS e dal Capo di stato maggiore, con compiti di segretario.
Il consiglio direttivo esamina ed esprime pareri sui programmi di studio dei due istituti di formazione, sulle attività delle sessioni e corsi di studio, sul sistema di valutazione degli ufficiali frequentatori e su tutti gli aspetti organizzativi e funzionali del centro, suscettibili di accrescere il livello di sinergia realizzabile nell'impiego delle risorse umane, materiali e finanziarie disponibili. Dal 12 giugno 2019 il Generale Squadra Aerea Fernando Giancotti è il nuovo Presidente del Centro Alti Studi della Difesa  (CASD).

## Giustizia militare
Dal Ministero della difesa dipendono anche i magistrati militari, ovvero le procure militari e i tribunali militari che giudicano gli appartenenti alle forze armate e assimilati, sulla base del Codice penale militare di pace e del Codice penale militare di guerra. Sono inquadrati presso la Direzione generale del personale civile e nei loro confronti il ministro della difesa esercita i compiti di esercizio dell'azione disciplinare, tipici del ministro della giustizia per i magistrati ordinari. Presso il Ministero ha sede il Consiglio della magistratura militare, quale organo di autogoverno con competenze speculari al Consiglio superiore della magistratura per quella ordinaria.

## Enti vigilati e società controllate
Il ministro della difesa vigila sui seguenti enti:
- l'Agenzia industrie difesa, quale ente degli approvvigionamenti della difesa;
- l'Unione nazionale ufficiali in congedo, quale ente di assistenza degli ufficiali dell'Esercito;
- l'Opera nazionale dei figli degli aviatori, quale ente di assistenza dei figli degli appartenenti dell'Aeronautica militare;
- la Lega navale italiana, quale ente di assistenza degli appartenenti alla Marina militare;
- l'Unione italiana tiro a segno, quale ente di promozione del tiro a segno;
- l'Associazione italiana della Croce Rossa per le componenti ausiliarie della difesa, quale associazione di promozione dei militari nell'ambito della Croce Rossa;
- la Cassa di previdenza delle forze armate, quali ente di sostegno previdenziale dei militari, di ausilio delle competenze dell'INPDAP.

Il ministero esercita i diritti dell'azionista su:
- Difesa Servizi SpA che opera su affidamenti in-house del ministero.

## Elenco dei ministri
Elenco dei ministri che hanno retto il dicastero sin dalla sua istituzione come Ministero della difesa, nel 1947 dal governo De Gasperi II.
Elenchi dei ministri che hanno ricoperto i dicasteri militari durante il Regno d'Italia, sin dal governo Cavour:

## I palazzi delle forze armate

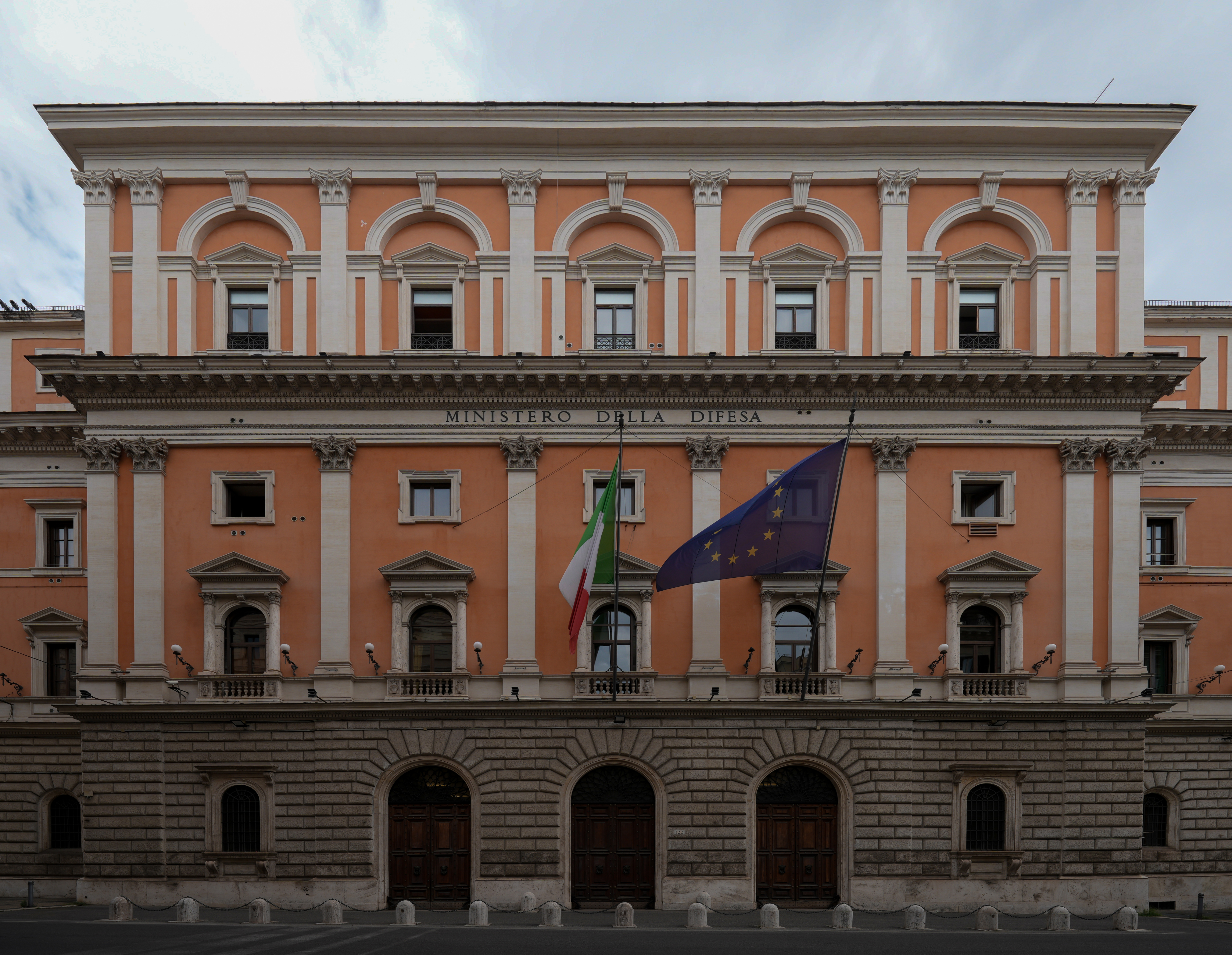
Palazzo Esercito, sede dello Stato maggiore dell'Esercito e, dal 2017 dello Stato maggiore della difesa, in via Venti Settembre 123
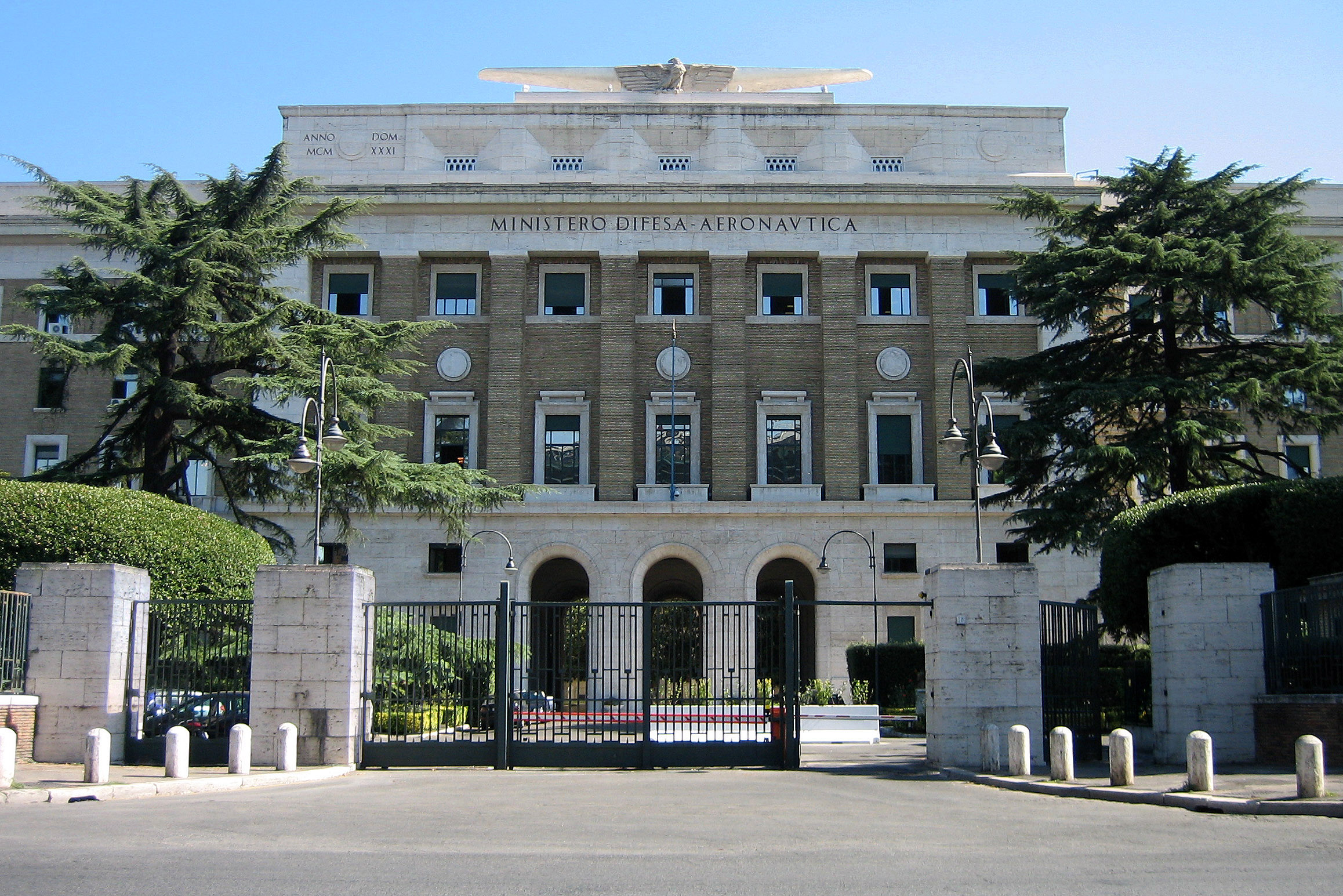
Palazzo dell'Aeronautica sede dello Stato maggiore dell'Aeronautica Militare in viale dell'Università
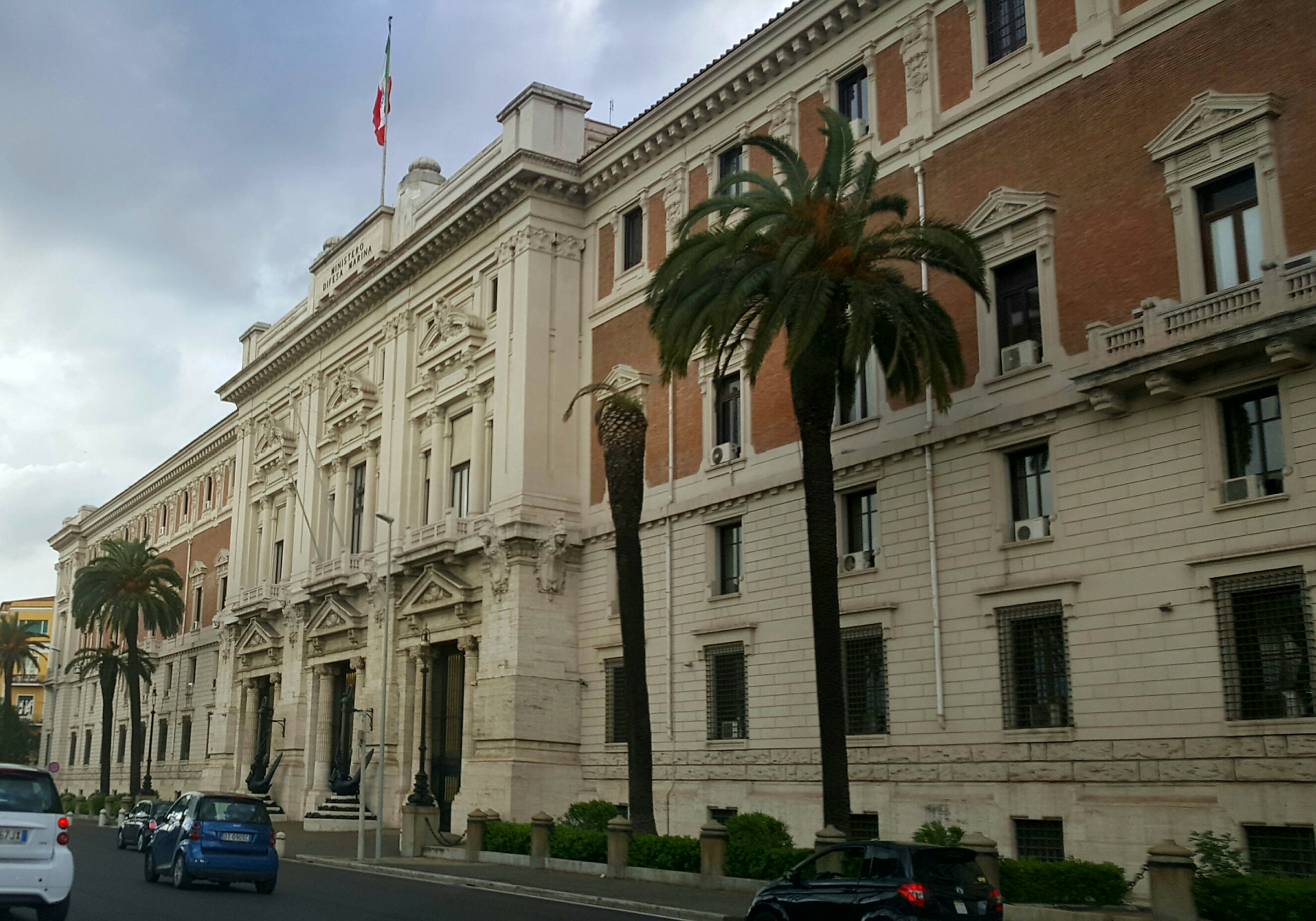
Palazzo Marina sede dello Stato maggiore della Marina sul lungotevere delle Navi
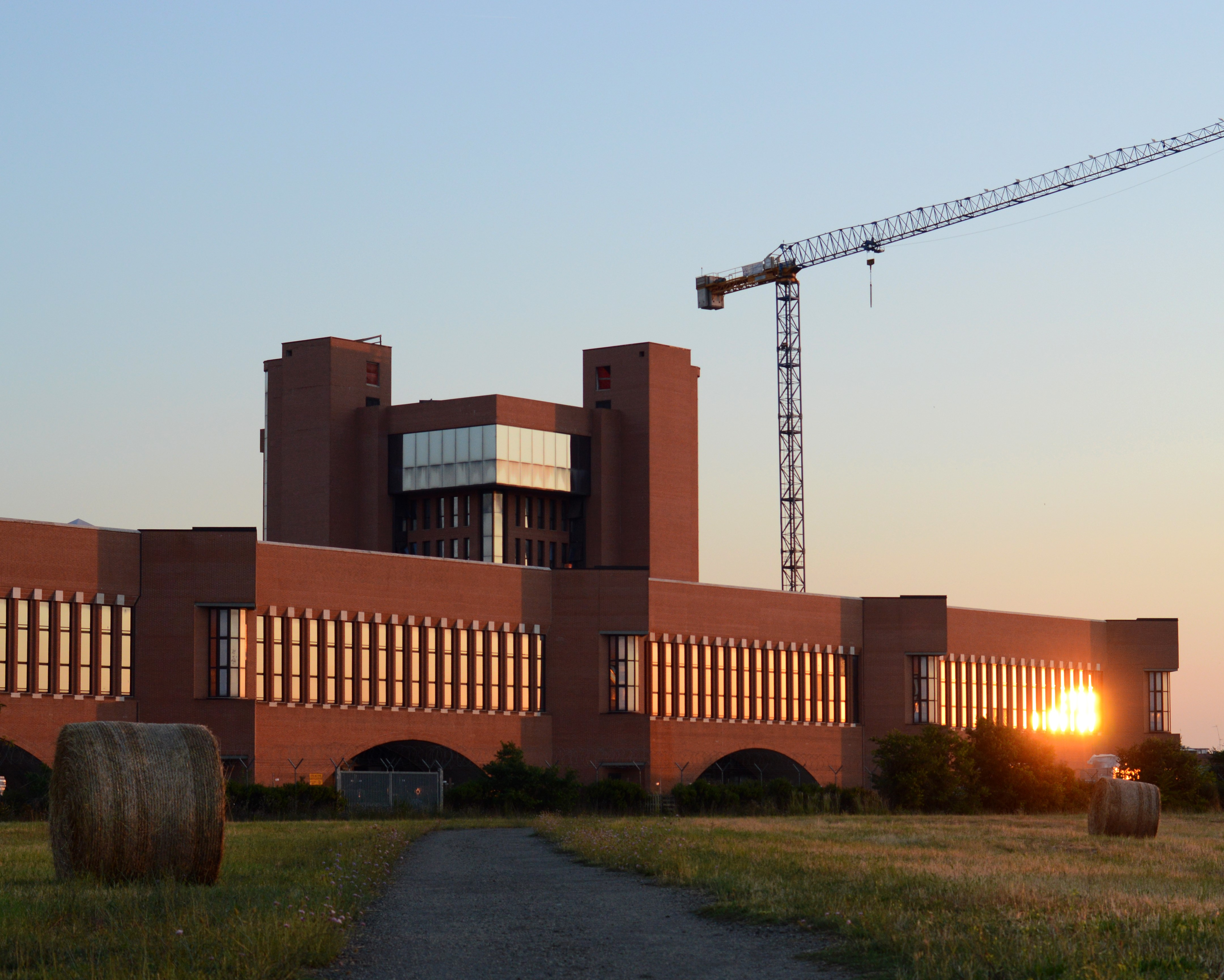
Palazzo Guidoni a Roma-Centocelle, sede del Segretario generale della difesa

## Riferimenti normativi
- Artt. 15-24-bis del Decreto legislativo 15 marzo 2010, n. 66 - Codice dell'ordinamento militare.